# Capuchin Swing
Capuchin Swing – album studyjny amerykańskiego saksofonisty jazzowego Jackiego McLeana, wydany z numerem katalogowym BLP 4038 i BST 84038 w 1960 roku przez Blue Note Records.

## Powstanie
Materiał na płytę został zarejestrowany 17 kwietnia 1960 roku przez Rudy’ego Van Geldera w należącym do niego studiu (Van Gelder Studio) w Englewood Cliffs w stanie New Jersey. Produkcją albumu zajął się Alfred Lion.

## Lista utworów
Opracowano na podstawie materiału źródłowego:
Wydanie LP
Strona A
| Nr | Tytuł utworu     | Muzyka                       | Długość |
| -- | ---------------- | ---------------------------- | ------- |
| 1. | „Francisco”      | Jackie McLean                | 9:30    |
| 2. | „Just for Now”   | Walter Bishop Jr.            | 7:31    |
| 3. | „Don't Blame Me” | Jimmy McHugh, Dorothy Fields | 4:21    |
|    |                  |                              | 21:22   |

Strona B
| Nr | Tytuł utworu     | Muzyka            | Długość |
| -- | ---------------- | ----------------- | ------- |
| 1. | „Condition Blue” | Jackie McLean     | 8:10    |
| 2. | „Capuchin Swing” | Jackie McLean     | 6:07    |
| 3. | „On the Lion”    | Walter Bishop Jr. | 4:44    |
|    |                  |                   | 19:01   |

## Twórcy
Opracowano na podstawie materiału źródłowego.
Muzycy:
- Jackie McLean – saksofon altowy
- Blue Mitchell – trąbka
- Walter Bishop Jr. – fortepian
- Paul Chambers – kontrabas
- Art Taylor – perkusja

Produkcja:
- Alfred Lion – produkcja muzyczna
- Rudy Van Gelder – inżynieria dźwięku
- Reid Miles – projekt okładki
- Francis Wolff – fotografia na okładce
- Ira Gitler – liner notes
- Michael Cuscuna – produkcja muzyczna (reedycja z 2002)
- Bob Blumenthal – liner notes (reedycja z 2002)